# 穆埃爾托山

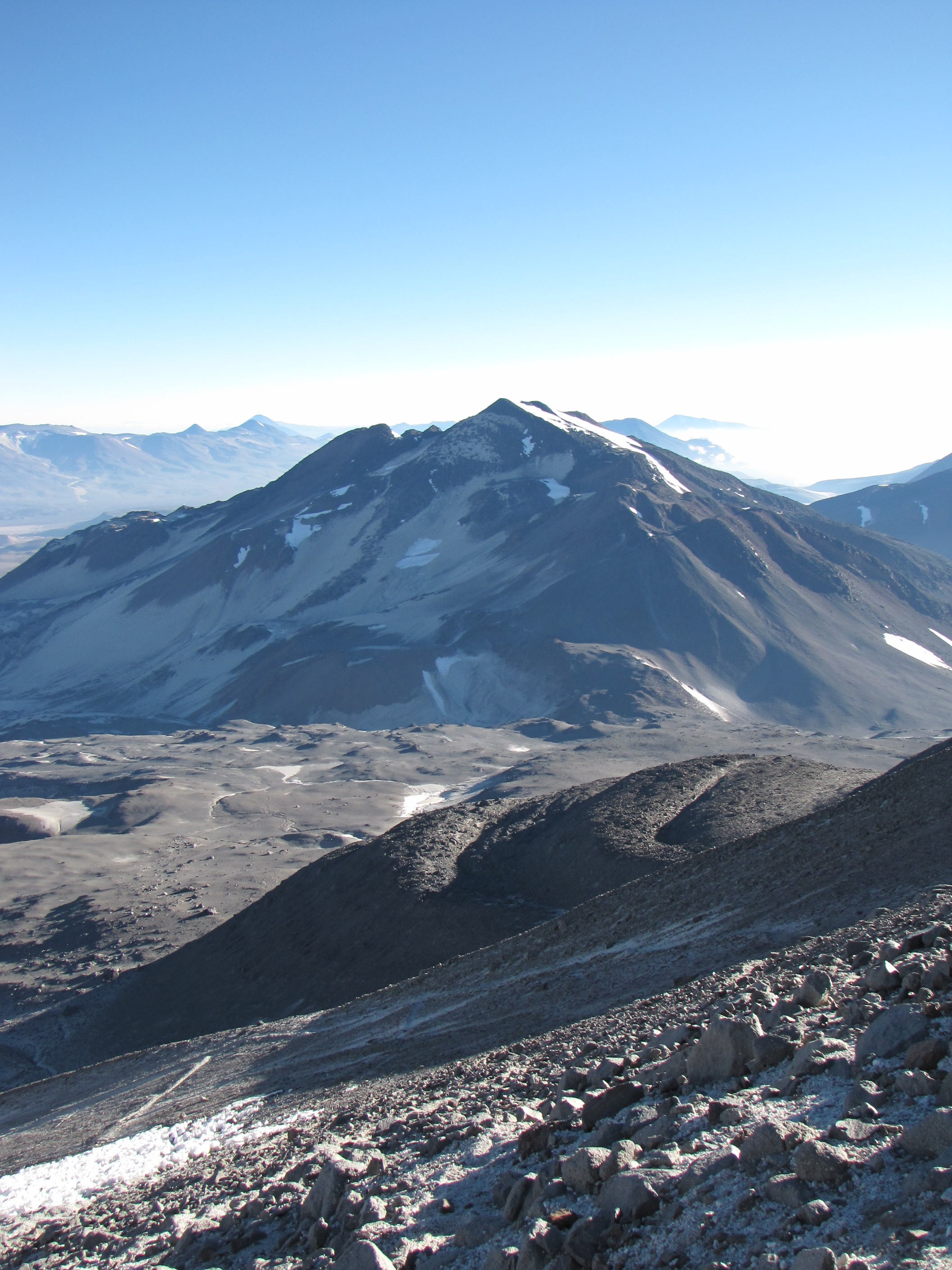

27°03′27″S 68°29′02″W / 27.05750°S 68.48389°W
穆埃爾托山（西班牙語：Volcán El Muerto），是南美洲的山峰，位於阿根廷和智利之間接壤的邊境，屬於安第斯山脈的一部分，海拔高度6,488米，人類在1950年首次登頂。